# Daniel Campos (província)
Daniel Campos é uma província da Bolívia localizada no departamento de Potosí, sua capital é a cidade de Llica.